# Pablo Chinchilla
Pablo Chinchilla Vega (ur. 21 grudnia 1978 w San José) – piłkarz kostarykański z obywatelstwem austriackim grający na pozycji środkowego obrońcy.

## Kariera klubowa
Karierę piłkarską Chinchilla rozpoczął w klubie LD Alajuelense, w barwach którego zadebiutował w 1997 roku w pierwszej lidze Kostaryki. Po paru latach gry stał się podstawowym zawodnikiem tego klubu. W 2000 roku po raz pierwszy w karierze został mistrzem Kostaryki, a sukces ten powtórzył jeszcze w kolejnych trzech latach oraz w 2005 roku, łącznie z Alajuelense pięciokrotnie wygrywając tytuł mistrzowski w kraju. Sukcesy wraz z drużyną odnosił także na arenie międzynarodowej. W 2002 roku sięgnął po drugi Copa Interclubes UNCAF (zdobył go także w 2005 roku), a w 2004 wygrał Puchar Mistrzów CONCACAF, pierwszy dla Alajuelense od 1986 roku.
W 2005 roku Chinchilla wyjechał z Kostaryki i trafił do Stanów Zjednoczonych. Został zawodnikiem klubu Major League Soccer, Los Angeles Galaxy. Tam wystąpił w 20 spotkaniach i zdobył jednego gola (w wygranym 2:0 meczu z Chivas USA). Z Galaxy został mistrzem ligi, jednak nie wystąpił w zwycięskim 1:0 spotkaniu z New England Revolution.
W tym samym roku Pablo powrócił do Alajuelense, a w 2006 roku odszedł do austriackiego Rheindorf Altach. W Bundeslidze zadebiutował 19 lipca w przegranym 2:3 spotkaniu z SV Pasching. W Altach gra w pierwszej jedenastce. W 2007 i 2008 roku utrzymał się z tym klubem w ekstraklasie Austrii. Następnie na krótko wrócił do Kostaryki i grał w Municipal Liberia, a od początku 2009 roku jest graczem LASK Linz.

## Kariera reprezentacyjna
W reprezentacji Kostaryki Chinchilla zadebiutował 25 listopada 1999 roku w wygranym 4:0 towarzyskim spotkaniu ze Słowacją. Wcześniej w 1997 roku wziął udział z kadrą U-20 w młodzieżowych Mistrzostwach Świata w Malezji. W 2002 roku został powołany przez Alexandre Guimarãesa do kadry na Mistrzostwa Świata 2002. Tam był rezerwowym zawodnikiem kostarykańskiego zespołu i nie wystąpił w żadnym spotkaniu. Dwukrotnie brał udział w turnieju o Złoty Puchar CONCACAF.